# 目やに
目やに（めやに／目脂／𧡸）とは、目から出る分泌物である。医学用語としては眼脂（がんし）と呼び、俗に目糞／目屎（めくそ）、目垢（めあか）とも呼ぶ。結膜や角膜上皮から分泌されているムチンを主成分とする粘液に、涙、血管から漏れた血液細胞、まぶたからの老廃物、ほこりなどが混じったものでできている。
通常はまばたきによって涙とともに目頭の涙嚢に洗い流されているが、睡眠中にはこの作用がないため、起床時には健常者でも目頭や目尻に少量の乾いた目やにが付着していることがある。しかし大量の目やにが出たり、色がおかしい、膿が混じるなどの異常が見られたりした場合には、結膜炎・涙嚢炎・鼻涙管閉塞・さかまつげなどによる角膜炎・ドライアイなど、様々な眼疾患の可能性があるので医師に相談した方が良い。

## 目やにの取り方
清潔な手指等でこすり落としたり、洗顔・洗眼によって洗い落とすのが一般的であるが、乳幼児や要介護者などのように目やにを自力で取り除けない者の場合は第三者が手伝う必要がある。放置すると目やにが固着して目が開けられなくなることもある。
ガーゼ、清浄綿、ティッシュペーパー等使い捨てできるものでふき取る。余分な涙液などは目頭から鼻方向へ流れていくため、目じりから目頭に向かって拭くことが良いとされているが、まつげの流れに逆らうことにもなる。こびりついた目やにの場合は、
1. 中央から目頭に向かって拭く
2. 中央から目じりに向かって拭く

の二段階でふき取ると、目頭に溜まった汚れや雑菌を全体に拡げることを避けられる。固着している場合水や湯で湿らせ、柔らかくしてから拭く。蒸しタオルで温めたり、入浴後に拭くと容易。殺菌の目的で主に動物に対してはホウ酸水などを使うこともある。